# Баренхоф
Баренхоф (нем. Bahrenhof) — община в Германии, в земле Шлезвиг-Гольштейн. 
Входит в состав района Зегеберг. Подчиняется управлению Трафе-Ланд.  Население составляет 201 человек (на 31 декабря 2010 года). Занимает площадь 5,71 км².